# ماركوس واتسون
ماركوس واتسون (بالإنجليزية: Marcus Watson)‏ (16 سبتمبر 1989 بهيوستن في الولايات المتحدة - ) هو لاعب كرة قدم أمريكي في مركز الدفاع. لعب مع Minnesota Thunder ‏ وLA Laguna FC ‏ وVentura County Fusion ‏ وDoxa Italia ‏ وHollywood United Hitmen ‏ وHollywood United F.C. ‏.

## وصلات خارجية
- ماركوس واتسون على موقع قاعدة بيانات كرة القدم.إي يو (الإنجليزية)